# C/2000 B2 (LINEAR)
C/2000 B2 (LINEAR) — одна з довгоперіодичних комет. Ця комета була відкрита 29 січня 2000 року; вона мала 18.8m на час відкриття.